# Nicolas Godin (musicien)
Pour les articles homonymes, voir Nicolas Godin et Godin.
Nicolas Godin, né le 25 décembre 1969 à Paris (VIIIe arrondissement), est un musicien français. Depuis 1995, il est l'un des deux membres du groupe de musique français Air, l'autre étant Jean-Benoît Dunckel.
Dans les années 1980, il forme avec Jean-Benoît Dunckel et d'autres musiciens le groupe Orange, qui ne réalisera aucun enregistrement. Il étudie ensuite l'architecture à l'École nationale supérieure d’architecture de Versailles avant d'entreprendre une carrière de musicien professionnel au sein du groupe Air.
Le 18 septembre 2015 sort son premier album solo Contrepoint chez Because Music. Très personnel, le disque s'écarte du style habituellement associé à Air, allant chercher plutôt l'inspiration du côté du jazz et du classique. Chaque morceau prend pour point de départ une composition de Bach.
Pour son second album solo Concrete and Glass, sorti en 2020, il renoue avec des sonorités ayant marqué les productions d'Air, et il indique avoir trouvé son inspiration dans l'architecture de Xavier Veilhan, pour lequel il a créé des bandes-son d'installations in situ dans le cadre du projet Architectones. 

## Discographie

### Albums studio
- 2015 - Contrepoint
- 2018 - Au service de la France (Bande originale de la série)
- 2020 - Concrete and Glass
- 2022 - Fire of Love (Bande originale du film)

## Distinctions
- Commandeur de l'ordre des Arts et des Lettres (2025)[3]
  - chevalier en 2005